# Adrienne Clarke
Adrienne Clarke, née Adrienne Elizabeth Petty le 6 janvier 1938 à Melbourne en Australie, est une botaniste et biologiste australienne. 
Elle est professeur de botanique à l'Université de Melbourne, où elle dirige le Centre de recherche en biologie cellulaire végétale de 1982 à 1999. Ses recherches portent sur la biochimie et la génétique des plantes à fleurs, leur reproduction et leur croissance.
Adrienne Clarke préside l’Organisation de recherche scientifique et industrielle du Commonwealth (CSIRO) de 1991 à 1996, puis elle est la lieutenante-gouverneure de l'État de Victoria de 1997 à 2000. Elle est plus tard la chancelière de l'Université La Trobe, de 2011 à 2017.

## Biographie
Née en 1938 à Melbourne, Adrienne Petty est une étudiante distinguée, mais victime de sexisme dans les années 1950. Elle fréquente la Ruyton Girls' School puis entre à l'Université de Melbourne en 1955 où elle est résidente de Janet Clarke Hall qui faisait encore partie du Trinity College, pour étudier les sciences. Elle obtient en 1959 un diplôme avec mention en sciences biologiques puis obtient son doctorat en 1963,. Elle épouse Charles Peter Clarke le 14 août 1959. Engagée par Victor Trikojus comme chercheuse au département de biochimie de l'Université de Melbourne, elle y mène en 1960 des recherches sur les bêta-glucanes avec Bruce Stone.
En 1964, elle devient chercheuse à l'United Dental Hospital de Sydney, puis part aux États-Unis pour rejoindre l'Université Baylor à Houston et l'Université du Michigan, avant de revenir en Australie pour enseigner à l'Université d'Auckland. Elle travaille comme chercheuse à l'Université de Melbourne de 1969 à 1977, puis chargée de cours, maître de conférences et lectrice avant d'être nommée professeur de botanique en 1985 et professeur lauréat en 1999. Elle prend en 2005 sa retraite de l’université, où elle reste professeur honoraire,.
Adrienne Clarke est la présidente de l’Organisation de recherche scientifique et industrielle du Commonwealth (CSIRO) de 1991 à 1996. Elle est ensuite nommée lieutenant-gouverneur de l'État de Victoria, de 1997 jusqu'en 2000. Elle est membre du Janet Clarke Hall de l'Université de Melbourne. Elle rejoint en 2010 le Conseil de l'Université La Trobe et succède l'année suivante à Sylvia Walton au poste de Chancelière de l'Université La Trobe.
Elle est également impliquée dans le secteur commercial en tant qu'administratrice de plusieurs sociétés publiques et siégeant ainsi à plusieurs conseils d’administration, notamment ceux de Western Mining, d'Alcoa, de Fisher and Paykel, de Woolworths Group et de l’AMP Society. Elle est aussi membre du conseil consultatif australien du Global Nature Conservancy. En 1998, en association avec trois collègues de l'Université de Melbourne, elle fonde l'entreprise agroalimentaire Hexima.

## Contributions
Les études et travaux scientifiques d'Adrienne Clarke apportent de nouvelles connaissances clés sur la biochimie et la génétique des plantes à fleurs, leur reproduction et leur croissance. Cela permet des applications industrielles concrètes pour élaborer de nouveaux systèmes de lutte contre les insectes nuisibles et les maladies fongiques des cultures. Son équipe est réputée la première à cloner le gène régulateur de l'autocompatibilité chez les plantes et la première également à cloner l'ADN « c » d'une protéine arabinogalactane.
Elle est particulièrement experte sur les bases moléculaires de l'auto-incompatibilité, sur la chimie et la biologie d'une classe de protéoglycanes, sur les protéines arabinogalactanes,, sur les inhibiteurs de protéinase et leur utilisation dans le contrôle du développement des insectes.
Elle est codirectrice d'ouvrages scientifiques majeurs traitant de la chimie, de la biologie cellulaire et de la génétique.

## Honneurs et récompenses
- Membre de l'Académie australienne des sciences.
- Membre de l'Académie australienne des sciences technologiques et de l'ingénierie.
- Officier de l'Ordre d'Australie en 1991.
- Médaille Australian and New Zealand Association for the Advancement of Science en 1992.
- Prix des réalisations exceptionnelles en 1993, par le National Australia Day Council.
- Médaille du Centenaire, en 2001.
- Tableau d'honneur des femmes de Victoria en 2001[8].
- Compagnon de l'Ordre d'Australie en 2004.
- Associé étranger de l'Académie nationale des sciences des États-Unis.
- Membre étranger de l'Académie américaine des arts et des sciences (États-Unis).